# Derekivșciîna, Lohvîțea
Derekivșciîna (în ucraineană Дереківщина) este un sat în comuna Svîrîdivka din raionul Lohvîțea, regiunea Poltava, Ucraina.

## Demografie
Componența lingvistică a localității Derekivșciîna
     Ucraineană (100%)
Conform recensământului din 2001, toată populația localității Derekivșciîna era vorbitoare de ucraineană (100%).